# コロンビア・ペルー戦争
コロンビア・ペルー戦争（コロンビア・ペルーせんそう、スペイン語: Guerra colombo-peruana）とは、1932年から1933年までコロンビアとペルーの間で行われた戦争である。小規模な戦闘ののちに、国際連盟の仲介などで解決した。

## 開戦
この戦争の背景には、次の2点に関するペルー国民の不満があった。すなわち、1922年に国境線と非武装地帯の設置などを取り決めたロサーノ・ソロモン協定と、コロンビア政府が砂糖について課していた重い関税の2点である。ロサーノ・ソロモン協定は、1911年にも両国間で国境紛争が発生したために締結された条約で、アマゾン川流域のレティシアがコロンビア領とされたことにペルー国民は不満だった。砂糖関税問題は、当時のペルーにとっての重要な外貨獲得資源に関わっていた。
事件は1932年にペルー国内での暴動から始まり、イキトスは蜂起した市民が支配する状態となった。ペルー国内は、同年7月に武装蜂起が起きるなど、政情不安であった。同年9月1日、イキトスの過激派市民は、越境してレティシアへ侵入し、コロンビア官憲を排除して占拠してしまった。レティシアを占拠したペルー市民には、製糖業や皮革業の関係者や、元レティシア住民が含まれていた。こうした状況を見たペルー大統領サンチェス・セロは、ペルー陸軍の2個連隊を派遣してレティシアとタラパカを占領させた。

## コロンビアの愛国心
コロンビア政府は当初は事態を静観していた。レティシアはコロンビアにとって、アマゾン川を経由した海洋への航路確保に重要な地域であったにもかかわらず、少なくとも9月17日までは目立った動きを見せなかった。
しかし、アマゾン川支流のプツマヨ川で、レティシアに向かう船をペルー軍が停船させた事件をきっかけに、コロンビア人の愛国心に火がついた。レティシアを武力奪還すべきとの声が大きくなり、コロンビアの有力紙エル・ティエンポは9月19日までに10,000通以上の開戦を主張する投書があったと報じた。ボゴタ市内では、数千人の大学生が「サンチェス・セロに死を。コロンビアは屈服しない！」と気勢を上げてデモ行進した。
開戦を決意したコロンビア政府は、アルフレド・コボ（Alfredo Vásquez Cobo）をコロンビア海軍のアマゾン艦隊司令官に指名した。コボの部隊の予算として1,000万ドルが議会で承認され、ヨーロッパから中古艦船を購入(ポルトガル製駆逐艦二隻など)しての艦隊編成が始まった。

## 戦争
ペルーのサンチェス・セロ大統領は、反撃の心配はないと考えていた。コロンビア陸軍は係争地帯に駐留部隊を置いておらず、かといってコロンビアには部隊派遣に使える道路も水上戦力も存在しなかったからである。しかし、この予想は外れ、3ヶ月も経たないうちにコロンビアは反撃戦力を整えることに成功した。1932年末にはコロンビアのコボ艦隊がアマゾン川河口に姿を現し、コロンビア・ドイツ航空公社（Sociedad Colombo Alemana de Transporte Aéreo, SCATA）を基礎にした空軍部隊まで作り上げていたのである。この「コロンビア空軍」は転用した民間機を使い、パイロットはドイツ人社員の義勇兵だった。
コロンビア海軍の最初の攻撃はタラパカに向けられた。レティシアはブラジルとの国境でもあり、コロンビア側は、ペルー軍がブラジル領内に逃亡することによって、ブラジルとの新たな国際問題を作りたくなかったのである。
1933年2月14日、ペルー空軍は、発見したコロンビア艦隊に対して爆撃を行ったが、命中弾はほとんど無かった。翌15日、コロンビア艦隊はタラパカへの無血上陸に成功した。ペルー軍部隊は前日のうちにタラパカからの撤収を終えていたのであった。

## リオ・デ・ジャネイロ議定書
同日コロンビア大統領のエンリケ・オラヤ・エレーラは、ペルー軍の航空攻撃を理由に同国との外交関係を破棄した。ただし、ブラジルとの関係を考慮して、大統領はレティシアへの攻撃は命令しなかった。
1933年4月30日、リマで戦争のために集められた兵士を閲兵していたペルー大統領サンチェス・セロが、アプラ党員の銃撃で暗殺された。後を継いだオスカル・ベナビデスは、半月後の5月15日、コロンビア自由党の党首アルフォンソ・ロペス・プマレホと会談し、レティシアの返還については国際連盟の委員会裁定によることを約束した。こうしてレティシアは、一年間、国際連盟の管理下に置かれることになった。
ブラジルのリオ・デ・ジャネイロにおいて、コロンビアとペルーの代表が出席し、講和条約であるリオ・デ・ジャネイロ議定書への署名が行われた。ペルー代表は、1932年9月以降の出来事、特にその結果として両国の友好関係が損なわれたことについて率直に遺憾の意を表した。この議定書によってロサーノ・ソロモン協定は再確認され、レティシアとタラパカのコロンビアへの帰属が確定した。1934年5月に、レティシアはコロンビア政府の完全な統治下に返還された。
なお、この和平の実現は、国際連盟による紛争解決の小さな成功例の一つとして知られる。